# Список кардиналов, возведённых папой римским Пием IX

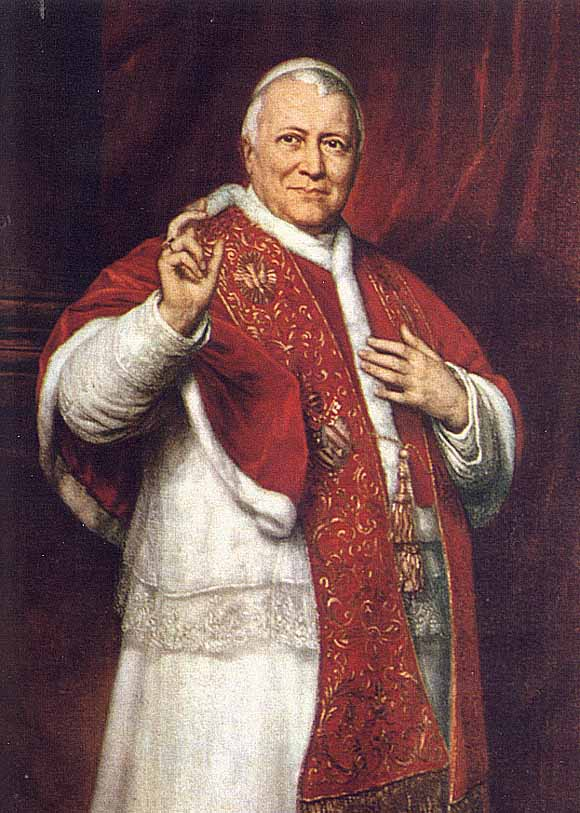
Папа Пий IX

Кардиналы, возведённые Папой римским Пием IX — 123 прелата были возведены в сан кардинала на двадцати трёх Консисториях за почти 32 летний понтификат Пия IX. В период понтификата Пия IX имело место возведение в сан кардинала первого представителя Северной Америки — кардинала Джона Макклоски, архиепископа Нью-Йорка.
Самой большой консисторией, была Консистория от 30 сентября 1850 года, на которой было назначено тринадцать кардиналов.

## Консистория от 21 декабря 1846 года
- Гаэтано Балуффи, архиепископ-епископ Имолы (Папская область);
- Раффаэле Форнари, апостольский нунций во Франции (Папская область);
- Пьетро Марини, губернатор Рима и вице-камерленго Святой Римской Церкви (Папская область);
- Джузеппе Бофонди, декан Трибунала Священной Римской Роты (Папская область).

## Консистория от 11 июня 1847 года
- Пьер Жиро, архиепископ Камбре (королевство Франция);
- Жак-Мари-Антуан-Селестен Дюпон, архиепископ Буржа (королевство Франция);
- Джакомо Антонелли, генеральный казначей Апостольской Палаты (Папская область).

## Консистория от 17 января 1848 года
- Карло Виццарделли, секретарь Священной Конгрегации чрезвычайных церковных дел (Папская область).

## Консистория от 30 сентября 1850 года
- Поль-Терез-Давид д’Астро, архиепископ Тулузы (Вторая французская республика);
- Хуан Хосе Бонель-и-Орбе, архиепископ Толедо (королевство Испания);
- Джузеппе Козенца, архиепископ Капуи (королевство Обеих Сицилий);
- Жак-Мари-Адриен-Сезар Матьё, архиепископ Безансона (Вторая французская республика);
- Худас Хосе Ромо-и-Гамбоа, архиепископ Севильи (королевство Испания);
- Тома-Мари-Жозеф Гуссе, архиепископ Реймса (Вторая французская республика);
- Максимилиан Йозеф Готфрид Зоммерау Беек, архиепископ Оломоуца (королевство Богемия, Австрийская империя);
- Иоганн фон Гайсель, архиепископ Кёльна (королевство Пруссия);
- Педру Паулу де Фигереду-да-Кунья-и-Мелу, архиепископ Браги (королевство Португалия);
- Николас Уайзмэн, архиепископ Вестминстера (Соединённое королевство Великобритании и Ирландии);
- Джузеппе Печчи, епископ Губбио (Папская область);
- Мельхиор Фердинанд Йозеф фон Дипенброк, князь-епископ Бреслау (королевство Пруссия);
- Роберто Джованни Роберти, генеральный аудитор Апостольской Палаты (Папская область).

## Консистория от 15 марта 1852 года
- Доменико Луччарди, архиепископ-епископ Сенигаллии (Папская область);
- Франсуа-Огюст-Фердинан Донне, архиепископ Бордо (Вторая французская республика);
- Джироламо д’Андреа, секретарь Священной Конгрегации Тридентского Собора (Папская область);
- Карло Луиджи Морикини, генеральный казначей Апостольской Палаты (Папская область);
- Микеле Вьяле-Прела, апостольский нунций в Австрии (Папская область);
- Джованни Брунелли, апостольский нунций в Испании (Папская область).

## Консистория от 7 марта 1853 года
- Янош Щитовский, архиепископ Эстергома (королевство Венгрия, Австрийская империя);
- Франсуа-Николя-Мадлен Морло, архиепископ Тура (Вторая империя);
- Джусто Реканати, O.F.M.Cap., титулярный епископ Триполи (Папская область);
- Доменико Савелли, вице-камерленго Святой Римской Церкви (Папская область);
- Просперо Катерини, апостольский протонотарий, эксперт Верховной Священной Конгрегации Римской и Вселенской Инквизиции (Папская область);
- Винченцо Сантуччи, секретарь Священной Конгрегации чрезвычайных церковных дел (Папская область).

## Консистория от 19 декабря 1853 года
- Джоаккино Печчи, архиепископ-епископ Перуджи (Папская область);
- Камилло ди Пьетро, апостольский нунций в Португалии (Папская область).

## Консистория от 17 декабря 1855 года
- Йозеф Отмар фон Раушер, архиепископ Вены (Австрийская империя);
- Карл Август фон Райзах, архиепископ Мюнхена и Фрайзинга (королевство Бавария);
- Клеман Вилькур, епископ Ла-Рошели, (Вторая империя);
- Франческо Гауде, O.P., генеральный прокуратор своего Ордена (Папская область).

## Консистория от 16 июня 1856 года
- Михаил Левицкий, митрополит-архиепископ Галицкий и Львовский (королевство Галиции и Лодомерии, Австрийская империя);
- Юрай Хаулик Вараяи, архиепископ Загреба, (королевство Хорватия и Славония, Австрийская империя);
- Алессандро Барнабо, секретарь Священной Конгрегации Пропаганды Веры (Папская область);
- Гаспаре Грасселини, папский про-легат в Болонье (Папская область);
- Франческо Медичи ди Оттаяно, префект Священного дворца (Папская область).

## Консистория от 15 марта 1858 года
- Сирило де Аламеда-и-Бреа, O.F.M.Obs., архиепископ Толедо (королевство Испания);
- Антонио Бенедетто Антонуччи, епископ Анконы (Папская область);
- Мануэль Хоакин Таранкон-и-Морон, архиепископ Севильи (королевство Испания);
- Энрико Орфеи, епископ Чезены (Папская область);
- Джузеппе Милези Пирони Ферретти (Папская область);
- Пьетро де Сильвестри, декан Трибунала Священной Римской Роты (Папская область);
- Теодольфо Мертэль (Папская область).

## Консистория от 25 июня 1858 года
- Мануэл Бенту Родригеш да Силва, C.R.S.J.E., патриарх Лиссабона (королевство Португалия);

## Консистория от 27 сентября 1861 года
- Алексис Билье, архиепископ Шамбери (Вторая империя);
- Карло Саккони, апостольский нунций во Франции (Папская область);
- Мигель Гарсия Куэста, архиепископ Сантьяго-де-Компостелы (королевство Испания);
- Гаэтано Бедини, архиепископ-епископ Витербо и Тосканеллы (Папская область);
- Фернандо де ла Пуэнте-и-Прима де Ривера, архиепископ Бургоса (королевство Испания);
- Анджело Квалья, секретарь Священной Конгрегации Тридентского Собора (Папская область);
- Антонио Мария Панебьянко, O.F.M.Conv., консультант Священных Конгрегаций Римской и Вселенской Инквизиции и чрезвычайных церковных дел (Папская область).

## Консистория от 16 марта 1863 года
- Джузеппе Луиджи Тревизанато, патриарх Венеции (Ломбардо-Венецианское королевство, Австрийская империя);
- Антонио Саверио Де Лука, апостольский нунций в Австрии (Папская область);
- Джузеппе Андреа Бидзарри, секретарь Священной Конгрегации по делам епископов и монашествующих (Папская область);
- Луис де ла Ластра-и-Куэста, архиепископ Севильи (королевство Испания);
- Жан-Батист-Франсуа Питра, O.S.B. (Папская область);
- Филиппо Мария Гвиди, O.P., архиепископ Болоньи (королевство Италия);
- Франческо Пентини, декан Апостольской Палаты (Папская область).

## Консистория от 11 декабря 1863 года
- Анри-Мари-Гастон де Буонорман де Боншоз, архиепископ Руана (Вторая империя).

## Консистория от 22 июня 1866 года
- Пол Каллен, архиепископ Дублина (Соединённое королевство Великобритании и Ирландии);
- Густав Адольф фон Гогенлоэ-Шиллингсфюрст, (Папская область);
- Луиджи Мария Бильо, C.R.S.P. (Папская область);
- Антонио Маттеуччи, вице-камерленго Святой Римской Церкви (Папская область);
- Доменико Консолини (Папская область).

## Консистория от 13 марта 1868 года
- Люсьен-Луи-Жозеф-Наполеон Бонапарт, апостольский протонотарий (Папская область);
- Инноченцо Феррьери, апостольский нунций в Португалии (Папская область);.
- Маттео Эустакио Гонелла, архиепископ-епископ Витербо и Тосканеллы (Папская область);
- Лоренцо Барили, апостольский нунций в Испании (Папская область);
- Джузеппе Берарди, субститут Государственного секретариата Святого Престола (Папская область);
- Хуан де ла Круз Игнасио Морено-и-Майсонаве, архиепископ Вальядолида (королевство Испания);
- Раффаэле Монако Ла Валлетта, эксперт Верховной Священной Конгрегации Римской и Вселенской Инквизиции (Папская область);
- Эдоардо Борромео, префект Папского Дома (Папская область);
- Аннибале Капальти, секретарь Священной Конгрегации Пропаганды Веры (Папская область).

## Консистория от 22 декабря 1873 года
- Игнасиу ду Нашсименту де Мораиш Кардозу, патриарх Лиссабона (королевство Португалия);
- Рене-Франсуа Ренье, архиепископ Камбре (Франция);
- Максимилиан Йозеф фон Тарночи, архиепископ Зальцбурга (Австро-Венгрия);
- Флавио III Киджи, апостольский нунций во Франции (королевство Италия);
- Алессандро Франки, апостольский нунций в Испании (королевство Италия);
- Жозеф-Ипполит Гибер, O.M.I., архиепископ Парижа (Франция);
- Мариано Фальчинелли Антониаччи, O.S.B., апостольский нунций в Австро-Венгрии (Италия);
- Мариано Бенито Баррио-и-Фернандес, архиепископ Валенсии (королевство Испания);
- Луиджи Орелья ди Санто Стефано, апостольский нунций в Португалии (королевство Италия);
- Янош Шимор, архиепископ Эстергома (Австро-Венгрия);
- Камилло Тарквини, S.J., консультант Верховной Священной Конгрегации Римской и Вселенской Инквизиции (королевство Италия);
- Томмазо Мария Мартинелли, O.E.S.A. (королевство Италия).

## Консистория от 15 марта 1875 года
- Руджеро Луиджи Эмидио Античи Маттеи, титулярный латинский патриарх Константинопольский, генеральный аудитор Апостольской Палаты (королевство Италия);
- Пьетро Джаннелли, секретарь Священной Конгрегации Тридентского Собора (королевство Италия);
- Мечислав Ледуховский, архиепископ Гнезно и Познани (Германская империя);
- Джона Макклоски, архиепископ Нью-Йорка (Соединённые Штаты Америки);
- Генри Мэннинг, архиепископ Вестминстера (Соединённое королевство Великобритании и Ирландии);
- Виктор-Огюст-Изидор Дешам, C.SS.R., архиепископ Мехелена (королевство Бельгия);
- Сальваторе Нобили Вителлески, секретарь Священных Конгрегаций по делам епископов и монашествующих и церковного иммунитета (королевство Италия);
- Джованни Симеони, апостольский нунций в Испании (королевство Италия);
- Доменико Бартолини, апостольский протонотарий (королевство Италия);
- Лоренцо Иларионе Ранди, вице-камерленго Святой Римской Церкви (королевство Италия);
- Бартоломео Пакка младший, префект Папского Дома (королевство Италия).

## Консистория от 17 сентября 1875 года
- Годфруа Броссе-Сен-Марк, архиепископ Ренна (Франция);

## Консистория от 3 апреля 1876 года
- Бартоломео Д’Аванцо, епископ Кальви и Теано (королевство Италия);
- Иоганн Баптист Францелин, SJ (королевство Италия).

## Консистория от 12 марта 1877 года
- Франсиско де Паула Бенавидес-и-Наваррете, патриарх Западной Индии (королевство Испания);
- Франческо Саверио Апуццо, архиепископ Капуи (королевство Италия);
- Мануэль Гарсия-и-Хиль, O.P., архиепископ Сарагосы (королевство Испания);
- Эдуард Генри Говард, титулярный архиепископ Неокесарии (Соединённое королевство Великобритании и Ирландии);
- Мигель Пайя-и-Рико, архиепископ Сантьяго-де-Компостелы (королевство Испания);
- Луи-Мари-Жозеф-Озёб Каверо, архиепископ Лиона (Франция);
- Луиджи ди Каносса, епископ Вероны (королевство Италия);
- Луиджи Серафини, епископ Витербо и Тосканеллы (королевство Италия);
- Лоренцо Нина, эксперт Верховной Священной Конгрегации Римской и Вселенской Инквизиции (королевство Италия);
- Энеа Сбарретти, секретарь Священной Конгрегации по делам епископов и монашествующих (королевство Италия);
- Фредерик де Фаллу де Кудре, регент Апостольской Канцелярии (королевство Италия);

## Консистория от 22 июня 1877 года
- Йосип Михайлович, архиепископ Загреба, (королевство Хорватия и Славония, Австро-Венгрия);
- Иоганн Рудольф Кучкер, архиепископ Вены (Австро-Венгрия);
- Лючидо Мария Парокки, архиепископ Болоньи (королевство Италия).

## Консистория от 28 декабря 1877 года
- Винченцо Моретти, архиепископ Равенны (королевство Италия);
- Антонио Пеллегрини, декан Апостольской Палаты (королевство Италия).